# Ostrovu Mare (Mehedinți)
Ostrovu Mare este o insulă situată pe Dunăre, în dreptul localității Gogoșu din județul Mehedinți și în amonte de hidrocentrala Porțile de Fier II. Cu lungimea de cca. 14,00 km, o lățime cuprinsă între 500 și 3.000 de metri și o suprafață de 22 km2, este una dintre cele mai mari insule românești de pe Dunăre.
Ca încadrare teritorial-administrativă aparține comunei Gogoșu din județul Mehedinți, Oltenia, România.

## Vezi și
- Listă de insule în România

## Legături externe
- Poziția pe harta satelitară - wikimapia.org